# Eleição municipal de São Bernardo do Campo em 1992
A Eleição municipal de São Bernardo do Campo ocorreu no dia 3 de outubro de 1992, para a eleição de um prefeito, um vice-prefeito e mais 15 vereadores. O prefeito Maurício Soares (PT) terminara seu mandato em 1º de janeiro do ano seguinte.
Vencendo a disputa eleitoral por Walter José Demarchi (Q126097833) (PTB), governando a cidade pelo período de 1º de janeiro de 1993 a 31 de dezembro de 1996. Esta foi a 11º eleição direta para o comando da prefeitura na história da cidade, que visou eleger o 27º prefeito desde a criação do município antigo em 1889; o 14º desde a emancipação em 1944; e o 11º por sufrágio universal.

## Candidatos a prefeito
| Candidato(a)                | Vice | Partido | Nº | Coligação     |
| --------------------------- | ---- | ------- | -- | ------------- |
| Djalma de Sousa Bom         |      | PT      | 13 | sem coligação |
| Walter Demarchi             |      | PTB     | 14 | sem coligação |
| Sureia Ballan               |      | PTR     | 28 | sem coligação |
| Guilherme Napoleão de Abreu |      | PCN     | 31 | sem coligação |
| Osny da Silva Barmos        |      | PMN     | 33 | sem coligação |
| Augusto Toldo               |      | PSDB    | 45 | sem coligação |

## Resultado da eleição para prefeito

### Turno único
| Candidato(a)               | Vice                   | Turno único 3 de outubro de 1992 | Turno único 3 de outubro de 1992 |
| Candidato(a)               | Vice                   | Votação                          | Votação                          |
|                            |                        | Total                            | Porcentagem                      |
| -------------------------- | ---------------------- | -------------------------------- | -------------------------------- |
| Walter Demarchi (PTB)      |                        | 125.562                          | 39,00%                           |
| Djalma Bom (PT)            |                        | 90.771                           | 28,19%                           |
| Augusto Toldo (PSDB)       |                        | 11.337                           | 3,52%                            |
| Osny da Silva Barmos (PMN) |                        | 2.969                            | 0,92%                            |
| Sureia Ballan (PTR)        |                        | 2.958                            | 0,92%                            |
| Napoleão de Abreu (PCN)    |                        | 2.014                            | 0,63%                            |
| Total de votos válidos     | Total de votos válidos | 235.611                          | 65,94%                           |
| Votos em branco            | Votos em branco        | 40.693                           | 12,64%                           |
| Votos nulos                | Votos nulos            | 45.675                           | 14,19%                           |
| Total                      | Total                  | 321.979                          | 90,11%                           |
| Abstenções                 | Abstenções             | 35.329                           | 9,89%                            |
| Total de eleitores         | Total de eleitores     | 357.308                          | 100%                             |

## Vereadores
|                                 |         |             |         |
| Candidato(a)                    | Partido | Votação     | Votação |
| Candidato(a)                    | Partido | Porcentagem | Total   |
| Jose Ginez Ramble               | PTB     | 1,68%       | 5.452   |
| Ana do Carmo Rossetto           | PT      | 1,53%       | 4.933   |
| William Dib                     | PTB     | 1,52%       | 4.886   |
| João Américo de Andrade Martins | PTB     | 1,34%       | 4.308   |
| Kiyoshi Tanaka                  | PMDB    | 1,25%       | 4.014   |
| Laurentino Hilário da Silva     | PT      | 1,15%       | 3.718   |
| Ramiro Meves                    | PTB     | 1,15%       | 3.704   |
| Ary José de Oliveira            | PMDB    | 1,1%        | 3.541   |
| José Roberto de Melo            | PSB     | 1,02%       | 3.281   |
| José Walter Tavares             | PTB     | 0,93%       | 3.010   |
| Sergio Demarchi                 | PDC     | 0,92%       | 2.953   |
| Gervasio Paz Folha              | PTB     | 0,89%       | 2.878   |
| Wagner Lino Alves               | PT      | 0,85%       | 2.731   |
| Aldo Josias dos Santos          | PT      | 0,82%       | 2.651   |
| José Ferreira de Souza          | PT      | 0,82%       | 2.637   |
| Gilberto Frigo                  | PMDB    | 0,79%       | 2.536   |
| Osvaldo Alves Pereira           | PTB     | 0,78%       | 2.527   |
| Lenildo Freitas Magdalena       | PTB     | 0,76%       | 2.440   |
| Alberto de Souza                | PT      | 0,68%       | 2.198   |
| Admir Donizeti Ferro            | PSDB    | 0,49%       | 1.577   |
| Walter Demarchi                 | PDT     | 0,46%       | 1.490   |